# Zdzisław Czech
Zdzisław Czech (ur. 5 sierpnia 1931 w Sosnowcu, zm. 19 grudnia 2002 w Warszawie) – pułkownik pilot Sił Zbrojnych Polskiej Rzeczypospolitej Ludowej, pilot myśliwski Wojsk Obrony Powietrznej Kraju, dowódca 39 pułku lotnictwa myśliwskiego (1963-1967).

## Życiorys
W okresie II wojny światowej był przymusowym robotnikiem rolnym w niemieckim gospodarstwie rolnym. W 1949 roku ukończył Państwową Szkołę Przemysłową w Sosnowcu i zdał tzw. małą maturę. W latach 1949–1951 był podchorążym Oficerskiej Szkoły Lotniczej w Dęblinie. Podstawowe szkolenie lotnicze ukończył 11 maja 1951, po czym kontynuował zaawansowane szkolenie na samolotach myśliwskich w Oficerskiej Szkole Lotniczej nr 5 w Radomiu. 
3 kwietnia 1952 promowany do stopnia podporucznika. Służbę w lotnictwie wojskowym rozpoczął w 39 pułku lotnictwa myśliwskiego w Mierzęcicach, gdzie służył przez kolejne 15 lat, będąc kolejno dowódcą klucza lotniczego (1952–1953), pomocnikiem do spraw pilotażu dowódcy eskadry lotniczej (1953), dowódcą eskadry lotniczej (1953–1956), pomocnikiem do spraw pilotowania dowódcy pułku (1956–1960), zastępcą dowódcy pułku do spraw liniowych (1960–1963), dowódcą pułku (1963–1967). 
W trakcie służby ukończył Kurs Dowódców Pułków w Centrum Szkolenia Lotniczego w Modlinie. W latach 1967–1970 studiował w Akademii Sztabu Generalnego WP w Rembertowie. Po studiach był szefem Wydziału Nawigacji w Oddziale Szkolenia Lotniczego Szefostwa Wojsk Lotniczych Dowództwa  Wojsk Obrony Powietrznej Kraju. 
Od października do grudnia 1973 roku ukończył przeszkolenie oficerów szczebla taktyczno-operacyjnego w Akademii Sztabu Generalnego WP. Następnie był starszym oficerem Wydziału Nawigacji w Szefostwie Wojsk Lotniczych WOPK. W ramach praktyki przez 12 miesięcy pełnił obowiązki szefa Wojsk Lotniczych 2 Korpusu Obrony Powietrznej Kraju w Bydgoszczy.  
Ukończył również trzymiesięczny kurs przeszkolenia specjalistycznego w ośrodku wojsk radiotechnicznych w ZSRR. Od lutego 1988 był głównym nawigatorem Szefostwa Wojsk Lotniczych Dowództwa Wojsk Obrony Powietrznej Kraju (do lipca 1990), a po powstaniu połączonego dowództwa Wojsk Lotniczych i Obrony Powietrznej był starszym specjalistą w Oddziale Nawigacji Szefostwa Wojsk Lotniczych. W listopadzie 1990 roku przeszedł w stan spoczynku.
Był pilotem wojskowym pierwszej klasy z nalotem ogólnym wynoszącym 3500 godzin.

## Odznaczenia
- Krzyż Oficerski Orderu Odrodzenia Polski (1986)
- Krzyż Kawalerski Orderu Odrodzenia Polski (1972)
- Złoty Krzyż Zasługi (1957)
- Złoty Medal „Siły Zbrojne w Służbie Ojczyzny”
- Srebrny Medal „Siły Zbrojne w Służbie Ojczyzny”
- Brązowy Medal „Siły Zbrojne w Służbie Ojczyzny”
- Złoty Medal „Za zasługi dla obronności kraju”
- Srebrny Medal „Za zasługi dla obronności kraju”
- Brązowy Medal „Za zasługi dla obronności kraju”
- inne medale i odznaczenia

## Źródła
- Józef Zieliński, Dowódcy Pułków Lotnictwa Polskiego 1921-2012, Wydawnictwo Bellona, Warszawa 2015, str. 81-82